# Suzan-Lori Parks
(Suzan-Lori Parks)
Suzan-Lori Parks (Fort Knox, 10 maggio 1963) è una drammaturga, sceneggiatrice e scrittrice statunitense.
Nel 2002 è stata la prima donna afroamericana a vincere il Premio Pulitzer per il miglior dramma, per Topdog/Underdog. Le sue opere narrano argomenti inerenti al razzismo e il sessismo. Dirige il programma di teatro al California Institute of the Arts.

## Biografia
Suzan-Lori Parks proviene da una famiglia di militari: suo padre è infatti un colonnello dell'esercito. La Parks trascorse parte dell'infanzia in Germania, frequentando scuole tedesche al posto delle scuole per bambini provenienti da famiglie militari. Tornò quindi negli Stati Uniti, dove si diplomò nel 1981, alla John Carroll School e si laureò in letteratura inglese e tedesca al Mount Holyoke College nel 1985. Tra i suoi insegnanti vi era anche il celebre scrittore James Baldwin. In seguito la Parks studiò recitazione a Londra.

## Carriera

### Opere teatrali
Nel 1984 la Parks scrisse il suo primo dramma, intitolato The Sinner's Place. Seguirono altri undici drammi, tra i quali The Death of the Last Black Man in the Whole Entire World, considerato il suo miglior lavoro; The America Play, che narra di un afroamericano che somiglia ad Abramo Lincoln e diventa un fenomeno da baraccone facendosi pagare un penny per poter far simulare ai suoi clienti l'omicidio di Lincoln, e Topdog/Underdog, vincitore del Premio Pulitzer e nominato ai Tony Awards del 2002 quale miglior dramma. L'ultima opera della Parks risale al 2007 e si intitola RAY CHARLES LIVE! - A New Musical.

### Romanzi
Nel 2003 la Parks scrisse il suo primo romanzo, intitolato Getting Mother's Body: A Novel.

### Cinema
Nel 1996 Suzan-Lori Parks scrisse la sceneggiatura di Girl 6 - Sesso in linea, commedia sulle linee telefoniche erotiche diretta da Spike Lee. La scrittrice fu presentata al regista afroamericano da Lisa Jones, figlia del poeta Amiri Baraka.
Nel 2005 la Parks scrisse la sceneggiatura del film TV Con gli occhi rivolti al cielo, diretto da Darnell Martin, interpretato da Halle Berry e prodotto da Oprah Winfrey. Nel 2007 scrisse la sceneggiatura di un altro film prodotto dalla Winfrey, The Great Debaters. Il film è stato diretto e interpretato da Denzel Washington.

## Opere

### Opere teatrali
- The Sinner's Place (1984)
- Imperceptible Mutabilities in the Third Kingdom (1989)
- Betting on the Dust Commander (1990)
- The Death of the Last Black Man in the Whole Entire World (1990)
- Devotees in the Garden of Love (1992)
- The America Play (1994)
- Venus (1996)
- In The Blood (1999)
- Fucking A (2000)
- Topdog/Underdog (2001)
- 365 Days/365 Plays (2006)
- RAY CHARLES LIVE! - A New Musical (2007)

### Testi per la radio
- Pickling (1990)
- Third Kingdom (1990)
- Locomotive (1991)

### Romanzi
- Getting Mother's Body: A Novel (2003)
  - Traduzione italiana: La fortuna dei Beede, (trad. di Andreina Lombardi Bom), Sur, 2025, ISBN 9788869984433

## Filmografia

### Sceneggiatrice
- Girl 6 - Sesso in linea (Girl 6) di Spike Lee (1996)
- Con gli occhi rivolti al cielo (Their Eyes Were Watching God) (film TV) di Darnell Martin (2005)
- The Great Debaters di Denzel Washington (2007)
- Gli Stati Uniti contro Billie Holiday (The United States vs. Billie Holiday), regia di Lee Daniels (2021)